# Mônaco nos Jogos Olímpicos de Verão de 1988
Mônaco participou dos Jogos Olímpicos de Verão de 1988 em Seul, na Coreia do Sul.

## Desempenho

### Atletismo
Masculino
| Prova | Atleta        | Preliminares | Preliminares | Quartas     | Quartas     | Semifinal   | Semifinal   | Final       | Final       |
| Prova | Atleta        | Marca        | Posição      | Marca       | Posição     | Marca       | Posição     | Marca       | Posição     |
| ----- | ------------- | ------------ | ------------ | ----------- | ----------- | ----------- | ----------- | ----------- | ----------- |
| 100 m | Gilbert Bessi | 11.55        | 99           | Não avançou | Não avançou | Não avançou | Não avançou | Não avançou | Não avançou |